# Abudefduf bengalensis
Espèce
Synonymes
- Chaetodon bengalensis Bloch, 1787
- Labrus macrogaster Lacepède, 1801
- Glyphidodon affinis Günther, 1862
- Glyphisodon palmeri Ogilby, 1918

Statut de conservation UICN

 LC  : Préoccupation mineure
Abudefduf bengalensis est une espèce de poissons de récif appartenant à la famille des Pomacentridae.

## Distribution
Abudefduf bengalensis se rencontre dans le Pacifique ouest et dans l'océan Indien, du Japon jusqu'à l'Australie. Il est présent entre 1 et 6 m de profondeur.

## Description
Abudefduf bengalensis mesure jusqu'à 17 cm.